# Florida-Eibe
Die Florida-Eibe (Taxus floridana) ist eine Pflanzenart aus der Gattung der Eiben (Taxus) in der Familie der Eibengewächse (Taxaceae).

## Beschreibung

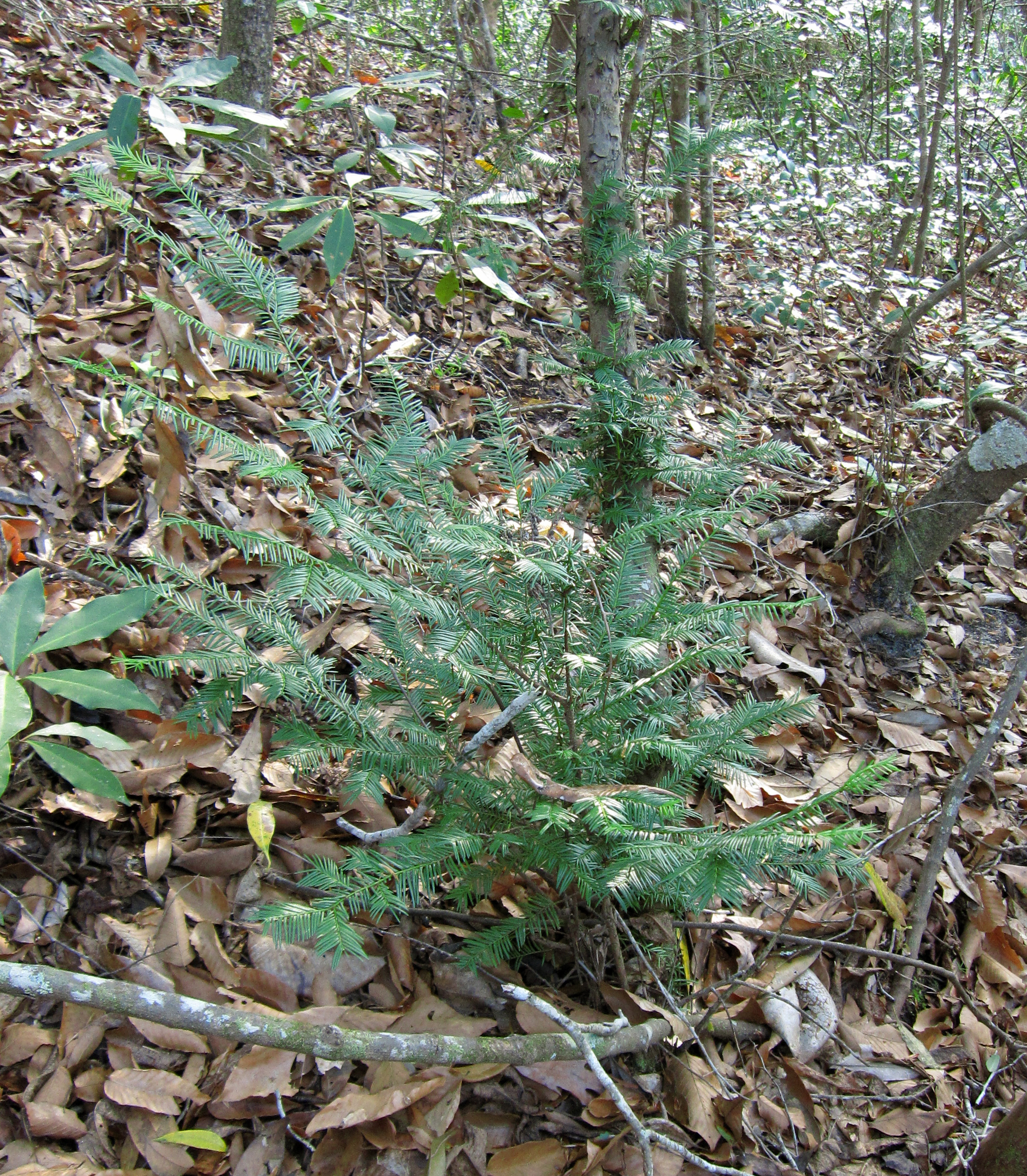
Habitus

### Vegetative Merkmale
Die Florida-Eibe ist ein immergrüner, langsamwüchsiger Strauch oder Baum, der Wuchshöhen von meist bis zu 5 Metern, seltener auch 8 bis 10 Metern und Stammdurchmesser von bis zu knapp 40 Zentimetern erreicht. Die Florida-Eibe verzweigt sich weitausladend horizontal. Die Rinde ist purpur-braun; an den jungen Zweigen ist sie noch glatt, im Alter zerspringt sie in kleine unregelmäßige Platten.
Die dunkelgrünen Nadeln sind etwa 2,5 Zentimeter lang; sie sind weich und biegsam und stehen beidseitig gescheitelt am Zweig ab. Der Austrieb ist frischgrün und gibt so einen schönen Kontrast zur dunkelgrünen älteren Benadelung.

### Generative Merkmale

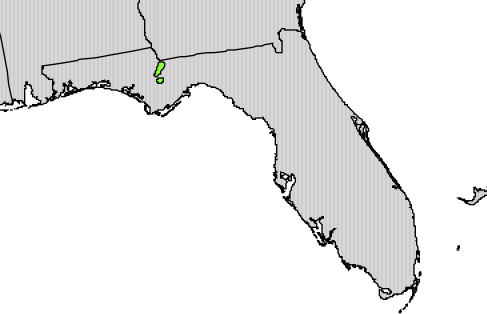
Verbreitungsgebiet

Die Florida-Eibe ist zweihäusig getrenntgeschlechtig (diözisch). Im März erscheinen an den weiblichen Pflanzen die unscheinbaren Blüten. Im Oktober sind die gelbbraunen, etwa 0,5 bis 1 cm langen Samen ausgereift, die von einem roten Samenmantel (Arillus) teilweise umschlossen werden.

## Vorkommen
Die Florida-Eibe ist ein Endemit eines kleinen Gebietes um den Apalachicola River im nordwestlichen Teil des US-Bundesstaates Florida in den Counties in Gadsden sowie Liberty County. Sie kommt in feuchten, schattigen Schluchten und in Hartholzwäldern in Höhenlagen von 15 bis 30 Metern entlang des Ostufers des Apalachicola River vor. Der natürliche Bestand dieser seltenen Art gilt bei der IUCN 2010 als vom Aussterben bedroht = „Critically Endangered“.
Wie auch andere Taxus-Arten ist die Florida-Eibe ein Schattenspezialist; sie kommt auch mit vollschattigen Standorten gut zurecht. Sie gedeiht am besten auf leicht sauren Böden.

## Taxonomie
Die Erstbeschreibung von Taxus floridana erfolgte 1860 durch Thomas Nuttall in Alvan Wentworth Chapman: Flora of the southern United States, Seite 436. Ein Synonym für  Taxus floridana Nutt. ex Chapm. ist Taxus canadensis var. floridana (Nuttall ex Chapman) Pilger.

## Gesundheitshinweis
Fast alle Pflanzenteile der Florida-Eibe sind hochgiftig.

## Nutzung
Die Rinde der Florida-Eibe enthält Taxol, einen als Krebsmittel bedeutsamen Stoff. Es erfolgte jedoch kein kommerzieller Anbau; mittlerweile gibt es Methoden, Taxol aus bestimmten Pilzarten im Laboratorium zu gewinnen.